# Tipula stenacantha
Tipula stenacantha är en tvåvingeart som beskrevs av Alexander 1937. Tipula stenacantha ingår i släktet Tipula och familjen storharkrankar. Inga underarter finns listade i Catalogue of Life.